# Apalis ruwenzorii
Apalis ruwenzorii là một loài chim trong họ Họ Chiền chiện.